# 村沢寿彦
村澤 寿彦（むらさわ　としひこ、1965年5月4日 - ）は、日本の俳優。Grue所属。血液型はA型。滋賀県大津市出身。
特技はサーフィン、打楽器（ドラム・パーカッション）、カラオケ、配管。
資格は普通自動車、普通自動二輪、SAJスキー検定2級。

## 出演作品

### テレビドラマ
- 『激愛・三月までの…』(1984年1月19日 - 1984年3月29日／TBS)
- テレビ小説『愛の風、吹く』(1985年7月1日 - 1985年9月27日／TBS)
- 月曜ドラマスペシャル(TBS)
  - 『涙のアンパンマン・マーチ』(1997年03月31日)
  - 『流れ星お銀！事件解決いたします 東京－気仙沼殺人ルート！積み替えられた死体の謎 子連れ女トラック野郎お銀が暴いた極悪犯人の巧妙なトリック！』(2000年6月19日)
- 『世にも奇妙な物語  春の特別編　「そして、くりかえす」』(1998年4月8日／フジテレビ)
- 金曜時代劇(NHK総合)
  - 『新・腕におぼえあり 〜よろずや平四郎活人剣〜』(1998年9月11日 - 1999年3月12日)
  - 『山田風太郎 からくり事件帖-警視庁草紙より-』(2001年9月28日 - 2001年11月23日)第2話
- 『再婚トランプ』(1998年10月26日 - 1998年12月4日／TBS)
- 金曜エンタテインメント『ドーラク弁護士』(1999年5月21日／フジテレビ)
- サントリーミステリー大賞スペシャル『イントゥルーダー　見知らぬ息子は犯罪者 25年目の父子愛』(1999年12月4日／テレビ朝日)
- 大河ドラマ(NHK総合)
  - 『葵 徳川三代』(2000年1月9日 - 2000年12月17日)
  - 『北条時宗』(2001年1月7日 - 2001年12月9日)
  - 『義経』(2005年1月9日 - 12月11日)第9話　水夫 役
  - 『平清盛』(2012年1月8日 - 2012年12月23日)第42話
- ドラマDモード『FLY 航空学園グラフィティ』(2000年4月29日 - 2000年5月8日／NHK BS9)第9話　(後に、NHK BS2,NHK総合でも放送)
- ドラマ家族模様『マッチポイント！〜女が勝負をかける時〜』(2000年10月6日 - 2000年12月22日／NHK総合)第8話
- 水曜劇場『涙をふいて』(2000年10月11日 - 2000年12月20日／フジテレビ)
- 時代劇ロマン『藤沢周平の人情しぐれ町』(2001年1月8日 - 2001年3月26日／NHK総合)
- 『女子アナ。』(2001年1月9日 - 2001年3月20日／フジテレビ)第2話
- 月曜ドラマシリーズ(NHK総合)
  - 『ある日、嵐のように』(2001年4月2日 - 2001年6月4日)第1話
  - 『ハチロー 〜母の詩、父の詩〜』(2005年1月24日 - 2005年3月21日)第6話
- 連続テレビ小説(NHK総合)
  - 『ファイト』(2005年3月28日 - 2005年10月1日)第33話
  - 『純情きらり』(2006年4月3日 - 2006年9月30日)第12話
  - 『純情きらりスペシャル 〜桜子と達彦、愛の軌跡〜』(2006年12月16日)
  - 『梅ちゃん先生』(2012年4月2日 - 2012年9月29日)第15話
- 火曜サスペンス劇場『六月の花嫁 マリーゴールド 負け犬の女が覗き見した幸せの幻影・純白のドレスの女を血で染めた嫉妬に狂う復讐の刃』(2005年6月14日／日本テレビ)　刑事 役
- 木曜ドラマ『7人の女弁護士(第1シリーズ)』(2006年4月13日 - 2006年6月8日／テレビ朝日)第2話　たこ焼き屋店員 役
- 金曜ナイトドラマ(テレビ朝日)
  - 『アンナさんのおまめ 美人のおまけ。』(2006年10月13日 - 2006年12月15日)第8話　組員役
  - 『特命係長 只野仁 -3rdシーズン-』(2007年1月12日 - 2007年3月16日)第24話　韮崎 役
- 『相棒 Season5第11話 元旦2時間30分SP バベルの塔〜史上最悪のカウントダウン!』（2007年1月1日/テレビ朝日）- 梶宗一郎 役
- 月曜ゴールデン『市原悦子サスペンス 楽園のライオン〜ベテラン女性記者が高級クラブに潜入!?死を誘う甘い罠…人気ホステス集団失踪の真相は!!』(2007年5月28日／TBS)　漁師 役
- ドラマ特別企画『ひまわり〜夏目雅子27年の生涯と母の愛〜』(2007年9月16日／TBS)
- 土曜ドラマ『トップセールス』(2008年4月12日 - 2008年5月31日／NHK)　雀荘・東の客
- 土曜時代劇『陽炎の辻2 〜居眠り磐音 江戸双紙〜』(2008年9月6日 - 2008年11月22日／NHK総合)第1話　職人 役
- 日曜劇場『JIN-仁-(第1期)』(2009年10月11日 - 2009年12月20日／TBS)
- 『東京国際ドラマ賞 最優秀賞受賞記念 “JIN-仁-”2夜連続レジェンド 人の章』(2009年12月28日／TBS)
- 『ドン★キホーテ』(2011年7月16日 - 2011年9月24日／日本テレビ)第10話　ヤクザの親分 役
- BS時代劇『薄桜記』(2012年7月13日 - 2012年9月21日／NHK BSプレミアム)第7話　梶川与惣兵衛 役
- 『哀愁の老人』

他

### 映画
- 『ときめき海岸物語』(1984年／松竹)　地元サーファー 役
- 『湘南爆走族』(1987年／東映)　丸川角児 役
- 『女ざかり』(1994年／松竹)　新聞社社員 役
- 『DINO<ディーノ>』(1994年／マクザム)　デパートの課長 役
- 『七人のおたく cult seven』(1992年／東映)
- 『BUGS<バグ>』(1997年／マクザム)　岩田 役
- 『菊次郎の夏』(1999年／オフィス北野)　ヤクザ 役
- 『守ってあげたい！』(2000年／ゼアリズエンタープライズ)　勝間田商店主人 役
- 『伊能忠敬 -子午線の夢-』(2001年／東映)　農民 役
- 『ファイナル・ロマンス 天若有情III』(2001年／メディア・スーツ)　チンピラ 役
- 『白い船』(2002年／ゼアリズエンタープライズ)　父親 役
- 『新しい風 ～若き日の依田勉三～』(2004年／松竹)　神谷明夫 役
- 『隣人13号』(2004年／メディア・スーツ)　課長 役
- 『パッチギ！Love&PEACE』(2007年／シネカノン) 2階席の男 役
- 『BLOOD<ブラッド>』(2009年／ゼアリズエンタープライズ)　中国人マフィア 役
- 『ビーバップのおっさん』(2022年)  - 丸川会長 役

他

### ネット配信
- 『今夜もぶっちゃけナイト』(2005年11月5日 - 2006年12月2日／livedoor ねとらじ)　メインパーソナリティー
- 『愛があればぶっちゃけナイト』(2007年3月28日／MYCASTY)　メインパーソナリティー
- 『今夜もぶっちゃけナイトR』(2007年4月28日 - 2007年7月21日／MYCASTY)　メインパーソナリティー
- 『ひとりぼっちよりふたりぼっち』(2011年4月10日／Podcast)　ゲスト出演
- 『役者むらさー 今夜もぶっちゃけナイト』(2012年9月15日 - ／ニコニコ生放送)　毎週(?)土曜日 20時 - 放送中

他

### ラジオ
- 『学大FM』(2004年 - ／YJFM)2006年10月 - 2008年6月18日　サブパーソナリティー 月1レギュラー
- 『TR-844』(2008年1月14日／FMたちかわ)　ゲスト出演
- 『かつしかSUN SUNワイド』(2005年9月 - 2011年3月／かつしかFM)2007年7月4日 - 2011年3月30日　水曜日メインパーソナリティー
- 『かつしか男男ワイド』(2009年12月31日／かつしかFM)　メインパーソナリティー

#### ラジオドラマ
- 青春アドベンチャー(NHK-FM)
  - 『タイムスリップ川中島』(2007年1月8日 - 2007年1月19日)　毛利新介,高坂昌信,サムライ,船員,牢屋の番人,巨大ロボット 役
  - 『放課後はミステリーとともに』(2011年9月26日 - 2011年10月7日)
  - 『三匹のおっさん』(2011年11月28日 - 2011年12月9日)
  - 『レディ・パイレーツ』(2012年1月9日 - 2012年2月3日)7話,18話　海賊 役
- FMシアター(NHK-FM)
  - 『緑の音楽師』(2011年9月10日)　仁科武 役

他

### PV
- SMAP『この瞬間、きっと夢じゃない』(2008年)　現場作業員 役

他

### 映像作品
- 『ダボ』(1993年)　亀田 役
- 『JINGI 仁義11 〜北陸極道狩り〜』(1997年)　チンピラ 役
- 『サギ師一平5 ダマシ大好き！』(2000年)
- 『人妻ひざまくら 禁じられた二人の時間』(2003年)
- 『毎日がスロ曜日シリーズ』(2007年)
- 『団鬼六 縄と肌』(2008年)
- 大日本住友製薬HP 糖尿病シネマ『ブライとミライ -ふたりの漫画家をとおして糖尿病を考えます-』(2011年 - 公開中)　無頼哲太 役

他

### CM
- 扶桑レセルマンション
- 株式会社クボタ
- 東京電力
- 三井住友海上火災保険
- 日立製作所
- 日本コカ・コーラ株式会社 GEORGIA『おきろ、夢。』篇

他